# Aprionus carpathicus
Aprionus carpathicus är en tvåvingeart som beskrevs av Boris Mamaev 1991. Aprionus carpathicus ingår i släktet Aprionus och familjen gallmyggor.
Artens utbredningsområde är Ukraina. Inga underarter finns listade i Catalogue of Life.